# Jolly Jumper
Jolly Jumper is een fictief paard uit de Belgische stripreeks Lucky Luke van de tekenaar  Morris. Hij is het paard van de cowboy naar wie de reeks genoemd is.
Jolly Jumper is een schimmel met bruine vlekken op zijn linkerkant. Net als Lucky Luke zelf is zijn uiterlijk duidelijk veranderd in de loop der tijd. In de eerste albums was hij nog min of meer een gewoon paard. Later kreeg hij zelf een uitgebreide persoonlijkheid. Zo levert hij geregeld zijn eigen commentaar op het hele gebeuren, waardoor hij dienstdoet als "observator" van het verhaal. Hij heeft met name vaak commentaar op Lucky Luke omdat híj weer eens moet rijden.
Jolly Jumper kan in de moderne albums tevens dingen die men doorgaans niet van een paard verwacht, zoals schaken, vissen en zelf zijn zadel omdoen. Hij loopt het traject van de Pony Express aan een stuk, zonder aflossing.